# Acélcsőgyártás

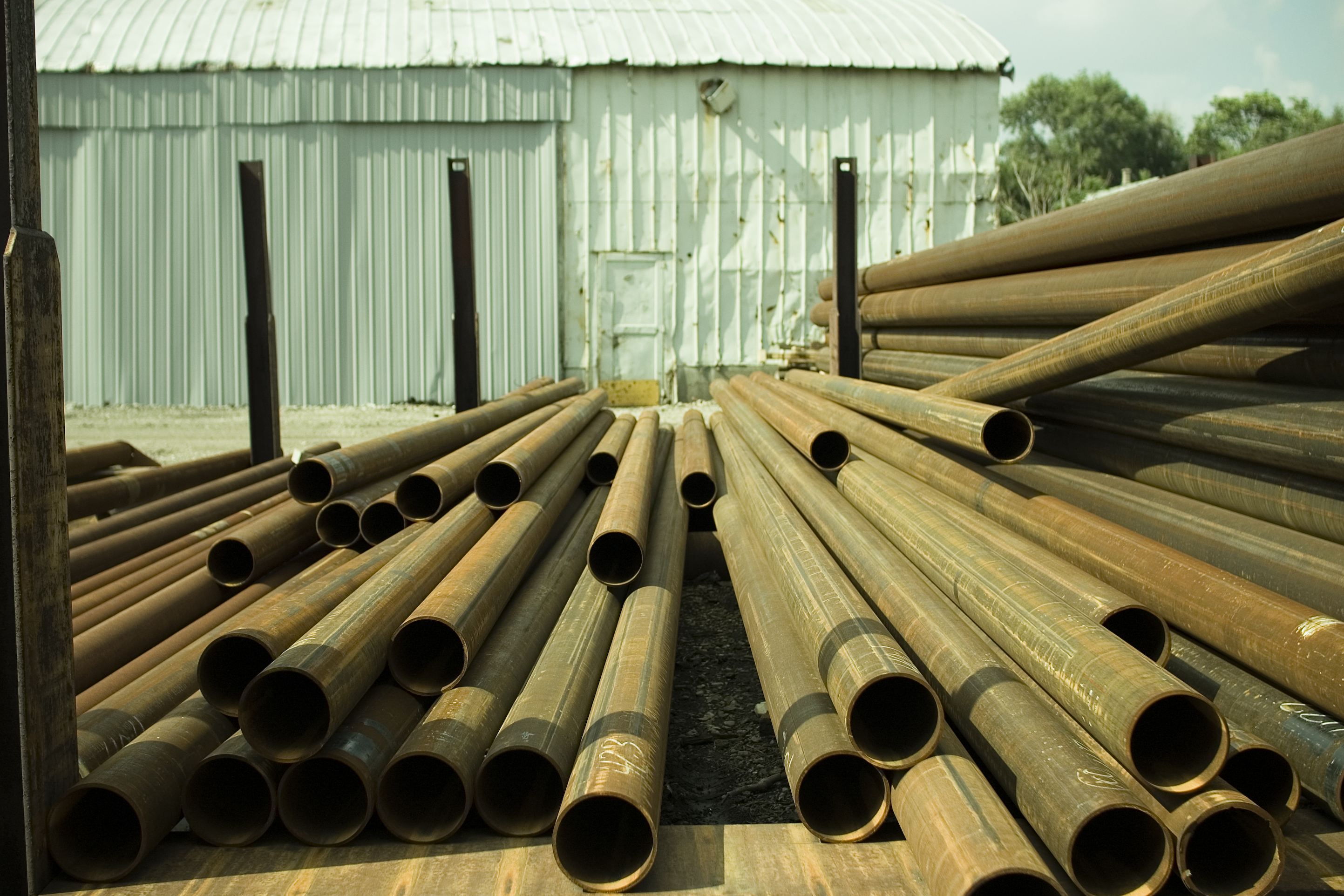
Acélcsövek

Az acélból készült csöveket gyártási módszereik szerint két csoportba lehet osztani: hegesztett és varrat nélküli acélcsövek.

## Hegesztett acélcsövek gyártása
A hegesztett acélcsövek hengerelt lemezből (szalagból) készülnek. A varrat elhelyezkedése alapján kétféle hegesztett csőtípust különböztetünk meg:

### Hosszvarratos csövek
A lemezszalag alapanyag szélességét az átmérőnek megfelelő méretre munkálják, majd felhajlítás után valamilyen módszerrel, általában hegesztéssel egyesítik. Az egyenesvarratos csőgyártás alapanyaga hasított szalag. Szélessége a gyártani kívánt cső átmérőjének függvénye (kerület + a hegesztés anyagszükséglete), vastagsága pedig a kívánt cső vagy profil falvastagságnak felel meg. Mivel a feldolgozás gazdaságossági okok miatt folyamatos, a felhasznált acélszalagokat végtelenítik, azaz a szalag végéhez hozzáhegesztik a következő tekercs elejét. Hogy az összehegesztés ideje alatt (amikor a szalag szükségszerűen áll) ne kelljen a gyártást leállítani, az alapanyagot egy tárolóba (szalagakkumulátor) töltik, ahonnan az összehegesztés alatt a sor szükségletét biztosítani lehet. A hengerítés előtt a szállítás, a lecsévélés és a végtelenítés során keletkezett egyenetlenségeket egyengető hengersoron kisimítják. A kiegyengetett szalagot hosszirányban, több lépésben, kívülről befelé haladva hajtott görgők között hajlítják hengeressé. Ezután a hengerré hajlított szalag két szélét valamilyen módszerrel összehegesztik. Az egyik lehetőség a lemezszélek felhevítése nagyfrekvenciás mágneses térben. A hevítés közvetlenül a torlógörgők előtt történik, amelyek a rajta áthaladó szalag két felhevített szélét nagy erővel egymáshoz sajtolják, ezáltal alakul ki a kohéziós kapcsolat (kovácshegesztés). Mivel a hő és a nagy felületi nyomás hatására a felesleges anyag befelé és kifelé is kitüremkedik, azt a további felhasználáshoz, megszilárdulás után le kell munkálni, általában a mozgó cső fölött, állítható magasságban elhelyezett forgácsolószerszámmal. A belső varratlemunkálás ritkán követelmény. A hegesztéskor csak a szalag széleit izzítják, így a varrat a lehűlése során hajlítani igyekszik a csövet. Ezt a feszültséget nem lehet elkerülni, ezért a csövet egyenletes hőmérsékletre kell hűteni a további alakítás előtt, hogy egyengetés után már ne legyen ellenőrizhetetlen alakváltozás. A cső végleges méretét és alakját profilos hengerek közötti kalibrálással alakítják ki. Egyengetés után a cső szerkezeti felhasználásra ekkor már alkalmas, folyadék vagy gáz szállításához egyenkénti nyomáspróba szükséges. Továbbhengerléssel zártszelvényt is kialakíthatnak. A gyártósorról folyamatosan lekerülő készterméket a kívánt méretre darabolják repülőfűrésszel (ami a csővel együtt mozog, vágás után visszafut), majd csomagolják.

### Spirálvarratos csövek
Az acélszalag alapanyagot három, ferdén elhelyezett görgő között spirál alakban tekerik fel úgy, hogy a kívánt átmérőt kapják, majd a szalag oldalait összehegesztik. Ezzel a módszerrel azonos szélességű szalagból – a csévélési szög változtatásával – különböző átmérőjű csöveket lehet gyártani. Spirálvarratos acélcsövek gyártását Magyarországon jelenleg a Csepeli Spirálcsőgyár Kft. végzi.

## Varrat nélküli acélcsövek gyártása
A varrat nélküli acélcsöveket általában a nagyobb igénybevételnek kitett helyeken alkalmazzák (teherviselő szerkezeteknél, olajbányászatban stb.). A csőgyártás módszere alapvetően két lépésből áll:
- a tömör acéltuskó kilyukasztása,
- a lyukasztott termék átmérőjének és falvastagságának csökkentése (nyújtás).

A két gyártási fázist gyakran további műveletek követik, amiknek a célja a cső felületének és méretpontosságának javítása.
A varrat nélküli csövek gyártására számos módszert fejlesztettek ki, például a Mannessmann-féle és az Ehrhardt-féle eljárást. Ezeket a módszereket csőhengerlésnek is nevezik. Varratmentes csöveket elő lehet állítani kisajtolással és kovácsolással is.